# Manuel Fischnaller
Manuel Fischnaller (* 20. Juli 1991 in Bozen, Südtirol) ist ein italienischer Fußballspieler. Der Außen- oder Mittelstürmer steht seit 2022 beim FC Fermana in der dritten italienischen Profiliga, der Serie C, unter Vertrag.

## Vereinskarriere
Fischnallers erster Verein war der FC Neugries aus seiner Südtiroler Heimatstadt Bozen. Im Jahre 2004 wechselte er in den Jugendbereich des Stadtrivalen und damaligen Viertligisten FC Südtirol, bei dem er bis zur Saison 2011/12 spielte. Zu ersten Einsätzen in der ersten Mannschaft kam er in der Saison 2008/09. Nach einigen erfolgreichen Auftritten geriet er ins Blickfeld mehrerer italienischer Vereine. Im Dezember 2009 wurde bekannt gegeben, dass Fischnaller bis zum Saisonende an die Jugendmannschaft des Rekordmeisters Juventus Turin ausgeliehen wird. Mit dieser gewann er auch das Jugendfußballturnier Torneo di Viareggio, bei dem er selber drei Tore erzielte. Im Finale wurde er in der 74. Minute für den späteren italienischen Nationalspieler Ciro Immobile eingewechselt.
In der Saison 2011/12 gehörte Fischnaller mit 13 Toren zu den erfolgreichsten Torschützen der Serie C (Gruppe B), in die der FC Südtirol 2010 aufgestiegen war. Infolgedessen wurde er im Sommer 2012 vom Zweitligisten Reggina Calcio aus dem süditalienischen Reggio Calabria für vier Jahre unter Vertrag genommen. Im ersten Pflichtspiel im Pokalspiel gegen den FC Modena erzielte er das Tor zum 3:1 in der Verlängerung. Am zweiten Spieltag der Saison 2012/13 stand er von Beginn an auf dem Platz und erzielte mit dem Treffer zum 1:0 im Spiel gegen Pro Vercelli sein einziges Ligator der Saison. Nach dem Abstieg Regginas in der Folgesaison endete Fischnallers Engagement bei dem Verein nach insgesamt sechs Toren in 61 Ligaspielen vorzeitig und er kehrte zum FC Südtirol zurück. In der folgenden Spielzeit 2014/15 wurde er mit 16 Toren zusammen mit zwei weiteren Spielern Torschützenkönig der nördlichen der drei Gruppen der Serie C.
2015 verließ er Südtirol wieder und wechselte zum Ligakonkurrenten US Alessandria Calcio. Mit den Piemontern zog er 2016 als Drittligist ins Halbfinale des italienischen Pokals ein und scheiterte 2017 nur knapp am Aufstieg in die zweite Liga. Fischnaller hatte seine beste Saison bei Alessandria 2017/18, als ihm in 31 Ligaspielen elf Tore gelangen. In dieser Saison gewann er mit seinem Verein auch die Coppa Italia Serie C. Insgesamt kam er bis 2018 in 89 Spielen in der Serie C auf 17 Tore für Alessandria. Von 2018 bis 2020 spielte Fischnaller beim Drittligisten US Catanzaro, der wie sein vormaliger Verein Reggio Calabria im süditalienischen Kalabrien beheimatet ist. Nach einer erfolgreichen ersten Saison mit 14 Toren in 33 Ligaspielen, war er in seiner zweiten Saison weniger treffsicher und traf vier Mal bei 21 Einsätzen.
Anfang 2020 kehrte er erneut zum FC Südtirol zurück, mit dem ihm 2022 erstmals in der Vereinsgeschichte der Aufstieg in die Serie B gelang. Nachdem die sportliche Leitung für die Serie B nicht mehr mit dem mittlerweile erfolgreichsten Torschützen der Vereinsgeschichte plante, wechselte Fischnaller zum September des gleichen Jahres zum Team des FC Fermana aus der Serie C. Doch schon im folgenden Jahr ging er zum ebenfalls in der Drittklassigkeit spielenden SEF Torres 1903.

## Nationalmannschaft
Im Jahr 2009 kam Manuel Fischnaller im Rahmen eines Vier-Nationen-Turniers in Deutschland zu seinen ersten zwei Kurzeinsätzen für die italienische U-20-Auswahl. Es folgten acht weitere U20-Länderspiele mit insgesamt vier Toren.

## Erfolge

### Verein
- Torneo di Viareggio 2010 mit Juventus Turin
- Coppa Italia Serie C 2018 mit US Alessandria Calcio
- Meister der Serie C (Girone A) und Aufstieg in die Serie B 2022 mit dem FC Südtirol

### Persönlich
- Torschützenkönig der Lega Pro Girone A in der Saison 2014/15

## Persönliches
Fischnallers älterer Bruder Hannes (* 1990) war ebenfalls Fußballspieler und spielte zeitweise zusammen mit seinem Bruder beim FC Südtirol. Heute ist Hannes Manager des Vereins.